# Estación La Mendieta
La Mendieta es una estación ferroviaria ubicada en la localidad homónima, en el departamento San Pedro, Provincia de Jujuy, Argentina.

## Servicios
No presta servicios de pasajeros. Sus vías e instalaciones pertenecen al Ramal C15 del Ferrocarril General Belgrano, por las cual corren trenes de cargas de la empresa estatal Trenes Argentinos Cargas.